# Casinaria amarilla
Casinaria amarilla là một loài tò vò trong họ Ichneumonidae.